# Ver-lès-Chartres
Ver-lès-Chartres é uma comuna francesa na região administrativa do Centro, no departamento Eure-et-Loir. Estende-se por uma área de 9,47 km². Em 2010 a comuna tinha 797 habitantes (densidade: 84,2 hab./km²).